# Night Hunter (videogioco)
Night Hunter (letteralmente "cacciatore notturno"), stilizzato anche NightHunter nelle schermate introduttive, è un videogioco a piattaforme prodotto nel 1988 dalla Ubisoft per diversi computer. Il giocatore fa le veci di un vampiro identificato dal manuale come il Conte Dracula.

## Modalità di gioco
Il fine principale di quest'avventura è raccogliere otto oggetti (sempre gli stessi) per livello, così da superare 30 livelli. Ogni livello è formato da molte schermate con uno o due piani ciascuna, collegate da porte o comunicanti in orizzontale. La raccolta degli oggetti sarà impossibile se non verrà sistematicamente accompagnata da sostanziose bevute di sangue, che saranno di volta in volta fornite dal vasto numero di antagonisti distribuiti in ogni parte del gioco.
Se il vampiro non riuscirà a bere sangue sufficiente da tener pieno almeno in parte un misuratore della sazietà, sarà subito disintegrato dalla propria disidratazione. C'è la possibilità di salvare di livello in livello la partita.
I luoghi in cui questa si svolge sono tre: il castello del vampiro, il paese sottostante il castello e la foresta che circonda quest'ultimo. I tre diversi tipi vengono alternati sistematicamente. 

### Oggetti
Il vampiro dovrà raccogliere in ogni livello i seguenti oggetti: una chiave d'oro, una chiave d'argento, una chiave di rame, una chiave blu, una chiave romboidale, una boccetta di sangue, una croce verde e una pergamena. Le chiavi sono indispensabili per esplorare il livello, oltre che per concluderlo, in quanto permettono di aprire porte altrimenti inaccessibili. Tutto ciò si trova sparso e spesso mimetizzato in ogni livello in maniera sempre differente da una partita all'altra, salvo il ripetersi della stessa combinazione esaurite le alternative. Per poter aprire il portone che introduce al livello successivo, gli oggetti appena elencati devono necessariamente essere tutti presenti nell'inventario.

### Trasformazioni
Oltre a camminare, chinarsi, afferrare nemici per azzannarli, e raccogliere oggetti, il vampiro può effettuare due diverse trasformazioni momentanee, a seconda della situazione in cui si trova. Può mutarsi in pipistrello e quindi volare rapidamente evitando parte dei nemici terrestri, e in lupo mannaro, divenendo più forte e in particolare insensibile alla visione di crocifissi che alcuni avversari usano come scudo. Tali trasformazioni sono permesse da una linfa blu posseduta dal vampiro, che si trova indicata accanto al metro del sangue nella parte inferiore della schermata. Anche questa subisce diminuzioni e accrescimenti durante il corso della partita, e può estinguersi se non ricaricata succhiando il sangue altrui. A ogni trasformazione la linfa blu subirà un discreto abbassamento, ma il suo esaurimento non determina la morte del vampiro, a differenza di quello del sangue.

### Nemici
Dovunque il vampiro vada, si troverà o schivato o inseguito da una moltitudine di personaggi: l'arciere, armato di arco e frecce; il taglialegna, armato d'ascia; il giovane, che si difende a pugni; il prete, che si fa scudo con un crocifisso; la donna, che fa lo stesso, con molta più insistenza; il matto, che adopera un manganello; il poliziotto, armato di pistola e il punk, armato di coltello. Vi sono poi alcune streghe, che percorrono in orizzontale la schermata percuotendo il vampiro con il manico della scopa che cavalcano, e dei rapaci, che piombano all'improvviso su Dracula, afferrandolo e spostandolo a piacimento all'interno del livello, spesso scegliendo come luogo d'atterraggio posti poco opportuni: oltre ai nemici umani vi sono infatti trabocchetti disseminati sulla terra, sui pavimenti e sui ballatoi della case, che di fatto risultano mimetizzati. Si tratta sempre di buche, che possono essere distinte in due generi. Il primo include le buche dei ballatoi, che si limitano a far precipitare il vampiro da un piano all'altro, sottraendogli energia vitale. Il secondo raggruppa le buche nel terreno, tutte fatali, in quanto a prescindere dalla salute del vampiro, gli causano l'immediata perdita di una vita facendolo sprofondare sottoterra. Una vita verrà altresì persa cadendo nell'acqua di laghi o pozze. V'è infine Van Helsing che fa la sua apparizione unicamente quando, essendosi impossessato di tutti gli oggetti, il vampiro è alla ricerca del portone di passaggio al livello successivo. Se questi si imbatterà nel vampiro, gli scaglierà contro alcuni pioli in legno, in grado di polverizzarlo all'istante.

### Zone neutrali
In ogni livello è presente una piccola zona neutrale, inaccessibile ai nemici, costituita da una cappella semi interrata. Questa è riconoscibile per via di un ingresso cimiteriale, e diviene attiva nel momento in cui il vampiro è drammaticamente a corto di sangue. Entrandovi il vampiro si sistemerà all'interno di una bara, dove si riposerà riprendendo vigore a breve, tornando quindi nuovamente all'esterno.